# Olinda (Victoria)
Pour l’article homonyme, voir Olinda.
Olinda est une ville (Town) de la banlieue est de Melbourne dans l'état du Victoria en Australie.
Sa population était de 1 773 habitants en 2021.
En 1952, Olinda a hébergé un Festival du film, devenu ultérieurement Festival international du film de Melbourne.

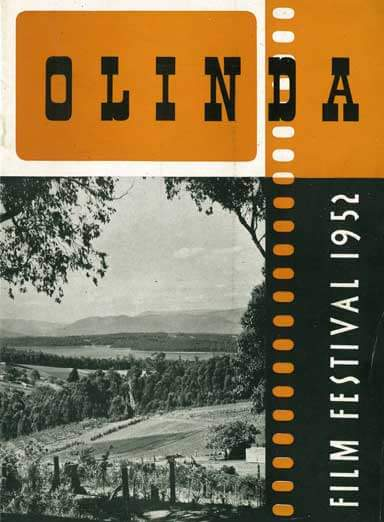
Olinda Film festival 1952.